# Torneig d'Històrics del Futbol Català 2011
La XXVIa edició del Torneig d'Històrics del Futbol Català fou organitzada per primer cop pel Club Esportiu Júpiter aprofitant la recent remodelació del Municipal de La Verneda. Es disputà en aquest camp a principis d'agost de 2011. Hi participaren 12 clubs repartits en quatre grups de 3 equips que s'enfrontaren en eliminatòries triangulars (tres partits de 45 minuts) amb els vencedors de cada grup avançant vers les semifinals i final, jugades a 90 minuts. El gran absent d'aquesta edició fou el Club Esportiu Europa, actual campió i un dels clubs fundadors, que reclinà per primer cop la invitació. El Club de Futbol Badalona, que no encaixà cap gol, aconseguí el seu cinquè títol, igualant així en el palmarès al Júpiter.

## Distribució de grups
| Grup 1      | Grup 2         | Grup 3       | Grup 4         |
| ----------- | -------------- | ------------ | -------------- |
| FC Santboià | UE Sant Andreu | CF Badalona  | RCD Espanyol B |
| CE Premià   | Terrassa FC    | CF Montañesa | CD Masnou      |
| UA Horta    | UE Sants       | CE Júpiter   | FC Martinenc   |

|  | Campió vigent    |
|  | Cap de sèrie     |
|  | Debutant         |
|  | Segona Divisió B |
|  | Tercera Divisió  |
|  | Primera Catalana |
|  | Segona Catalana  |

## Resultats i classificacions
| Grup 1 |

| 1 agost 2011                       | FC Santboià                                                                                       | 0 – 0                         | UA Horta                                                                                       | La Verneda, Barcelona                  |                                 |
| 19:00                              | Cañadas Joel, Jose, Fran Erencia, Josué Pedro, Heredia, Dani Romero Venzal, Jordi Martínez, Masip | Mundo Deportivo Històrics BTV | Marc Aquilué Miguel, Rueda, Miguel Ángel, Marc Espada, Aitor, Jaén, Cristian Mario, Juan Pedro | La Verneda · Santiago López Quintana · |                                 |
|                                    |                                                                                                   | Tanda de penals               |                                                                                                |                                        |                                 |
| Tonet (fora) · (aturat) · (aturat) | Tonet (fora) · (aturat) · (aturat)                                                                | 0 – 3                         | Rueda · Suárez · Sergio Pereira                                                                | Rueda · Suárez · Sergio Pereira        | Rueda · Suárez · Sergio Pereira |

|    |  |             | Punts   | J | G | E | P | GF | GC | DG |
| -- |  | ----------- | ------- | - | - | - | - | -- | -- | -- |
| 1. |  | UA Horta    | 1       | 1 | 0 | 1 | 0 | 0  | 0  | 0  |
| 2. |  | FC Santboià | 1       | 1 | 0 | 1 | 0 | 0  | 0  | 0  |
| 3. |  | CE Premià   | retirat |   |   |   |   |    |    |    |
|    |  |             |         |   |   |   |   |    |    |    |

| Grup 2 |

| 2 agost 2011 | UE Sant Andreu | 1 – 0                     | Terrassa FC                                                                                      | La Verneda, Barcelona                                                             |  |
| 18:30        | Quim Araujo 12' Morales · Moyano, Carroza, Fontanella, Luis Blanco · Víctor, Marc Martínez, Borja López, Arnau · Quim Araujo, Fran Grima | Mundo Deportivo Històrics | Ortega Corpas, Osuna, Suárez, Pep Arau Joshua, Alfi, Trives, Adama Sergio Montero, Sergio Urbano | La Verneda · Édgar Carmona Martínez · Jordi José Barrera · Rubén Ávalos Barrera · |  |

| 2 agost 2011 | Terrassa FC | 0 – 0                     | UE Sants | La Verneda, Barcelona                                                             |  |
| 19:30        | Ortega Albert Quereda, Dani Erencia, Suárez, Manu Moreno Xavi Molist, Güell, Trives, Carlitos David López, Sergio Urbano | Mundo Deportivo Històrics | Carulla Fabregat, Quim Ruiz, Alberto Esteban, Fran Peque, Xavi Pascual, David Fernández, Raül Hernández Carlos Cano, Edu | La Verneda · Jordi José Barrera · Édgar Carmona Martínez · Rubén Ávalos Barrera · |  |

| 2 agost 2011 | UE Sant Andreu | 0 – 0                     | UE Sants | La Verneda, Barcelona                                                             |  |
| 20:30        | Núñez Moyano, Jilmar, Eusebio Jiménez, Enric Héctor, Llobet, Dídac Navarro, Rubén Fernando González, Ángel Fernández | Mundo Deportivo Històrics | Carulla Fabregat, Quim Ruiz, Alberto Esteban, Xavi Pascual Raül Hernández, Llauradó, Yuste, Álex Burch Carlos Cano, Edu | La Verneda · Rubén Ávalos Barrera · Édgar Carmona Martínez · Jordi José Barrera · |  |

|    |  |                | Punts | J | G | E | P | GF | GC | DG |
| -- |  | -------------- | ----- | - | - | - | - | -- | -- | -- |
| 1. |  | UE Sant Andreu | 4     | 2 | 1 | 1 | 0 | 1  | 0  | 1  |
| 2. |  | UE Sants       | 2     | 2 | 0 | 2 | 0 | 0  | 0  | 0  |
| 3. |  | Terrassa FC    | 1     | 2 | 0 | 1 | 1 | 0  | 1  | 1  |
|    |  |                |       |   |   |   |   |    |    |    |

| Grup 3 |

| 3 agost 2011 | CF Badalona | 1 – 0                         | CF Montañesa                                                                                                   | La Verneda, Barcelona                                                                |  |
| 18:30        | Joaquín 44' Marcos · Ferrón, Pelegrí, Vázquez, Soriano · Joaquín, Robert, Rebollo, Mariano · Pugui, Serramitja | Mundo Deportivo Històrics BTV | Marc Ramírez Ferran, Borges, Barriendos, Miguel Rubio Édgar Gómez, Ceballos, Juanma, Edu Sanjosé Fran, Achille | La Verneda · David Congost Larrosa · Jordi Molina Fernández · Salvador Tomás López · |  |

| 3 agost 2011 | CF Montañesa                                                                                          | 0 – 1                         | CE Júpiter                                                                               | La Verneda, Barcelona                                                                |  |
| 19:30        | Édgar Ferran, Albert, Édgar Gómez, Dominic Fran Rubio, Rubén Jiménez, Alberto, Padilla Dani, Villegas | Mundo Deportivo Històrics BTV | 07' Romo Jaume · Guille, Kilian, Ismael, Poche · Serrano, Peke, Xavi, Romo · Dídac, Raúl | La Verneda · Jordi Molina Fernández · David Congost Larrosa · Salvador Tomás López · |  |

| 3 agost 2011 | CF Badalona | 1 – 0                         | CE Júpiter                                                                   | La Verneda, Barcelona                                                                |  |
| 20:30        | Antonio Robles 15' Ricardo Molina · Ceballos, Julián Robles, Antonio Robles, Álvaro · Kante, Jorge, Alberto Manga, Goikoetxea · Álex, Sergio | Mundo Deportivo Històrics BTV | Sergio Aleix, Héctor, Israel, Pol Marcos, Masa, Rubén, Adaji José Luis, Èric | La Verneda · Salvador Tomás López · David Congost Larrosa · Jordi Molina Fernández · |  |

|    |  |              | Punts | J | G | E | P | GF | GC | DG |
| -- |  | ------------ | ----- | - | - | - | - | -- | -- | -- |
| 1. |  | CF Badalona  | 6     | 2 | 2 | 0 | 0 | 2  | 0  | 2  |
| 2. |  | CE Júpiter   | 3     | 2 | 1 | 0 | 1 | 1  | 1  | 0  |
| 3. |  | CF Montañesa | 0     | 2 | 0 | 0 | 2 | 0  | 2  | 2  |
|    |  |              |       |   |   |   |   |    |    |    |

| Grup 4 |

| 4 agost 2011 | RCD Espanyol B                                                                           | 1 – 0                         | CD Masnou                                                                                         | La Verneda, Barcelona                                                                      |  |
| 18:30        | Kilian 41' Pau · Arroyo, Josu, Héctor, Zou · Tico, Willy, Miravent, Gil · Kilian, Pirulo | Mundo Deportivo Històrics BTV | Asier Sanz, Ezquerra, Lavilla, Marc Esteban Buenache, Morales, Castellanos, Hansa Romero, Marcelo | La Verneda · Jordi Molina Fernández · Jonathan Miguel Teruel · David Rodríguez Carballas · |  |

| 4 agost 2011 | CD Masnou                                                                                          | 0 – 2                         | FC Martinenc | La Verneda, Barcelona                                                                      |  |
| 19:30        | Cesc de Bode Iván Romera, Bosch, Reina, Cristian Alonso, Dani López, Kiko, Sanz Gascón, Marc Pérez | Mundo Deportivo Històrics BTV | 17' Pele · 44' Xavi Morón Olavide · Nico, Sergio, Suárez, Campos · Xavi Morón, Èric Aleixandre, González, Boter · Pele, Joel | La Verneda · Jonathan Miguel Teruel · Jordi Molina Fernández · David Rodríguez Carballas · |  |

| 4 agost 2011 | RCD Espanyol B | 3 – 0                         | FC Martinenc                                                                             | La Verneda, Barcelona                                                                      |  |
| 20:30        | Jafar 16' · Cristian 22' · Blanchart 35' Jose · Albarrán, Blanchart, Bonilla, Clerc · David López, Emi, Cristian, Jafar · Gabi, Ismael | Mundo Deportivo Històrics BTV | Olavide Llobera, Tomás Mateo, Hinojosa, David Fuster Héctor, Edu, Pau, Manel Dani, Pedro | La Verneda · David Rodríguez Carballas · Jordi Molina Fernández · Jonathan Miguel Teruel · |  |

|    |  |                | Punts | J | G | E | P | GF | GC | DG |
| -- |  | -------------- | ----- | - | - | - | - | -- | -- | -- |
| 1. |  | RCD Espanyol B | 6     | 2 | 2 | 0 | 0 | 4  | 0  | 4  |
| 2. |  | FC Martinenc   | 3     | 2 | 1 | 0 | 1 | 2  | 3  | 1  |
| 3. |  | CD Masnou      | 0     | 2 | 0 | 0 | 2 | 0  | 3  | 3  |
|    |  |                |       |   |   |   |   |    |    |    |

| Semifinals |

| 5 agost 2011 | UA Horta                                                                                      | 0 – 3                         | CF Badalona | La Verneda, Barcelona          |  |
| 18:00        | Marc Aquilué Joseph, Rueda, Miguel Ángel, Marc Medina, Aitor, Jaén, Álex Sánchez Mario, Bosch | Mundo Deportivo Històrics BTV | 18' 32' Mariano · 54' Pelegrí Marcos · Rebollo, Vázquez, Antonio Robles, Álvaro · Mariano, Ferrón, Sergio, Jorge · Joaquín, Robert | La Verneda · José Díaz Rubio · |  |

| 5 agost 2011 | UE Sant Andreu                                                                                    | 0 – 2                         | RCD Espanyol B | La Verneda, Barcelona                    |  |
| 20:00        | Morales Nando, Rubén, Moyano, Marc Martínez Dídac, Enric, Llobet, Luis Blanco Quim Araujo, Marcos | Mundo Deportivo Històrics BTV | 41' Kilian · 42' Pirulo Pau · Bonilla, Clerc, Blanchart, Zou · Tico, David López, Cristian, Gabi · Kilian, Pirulo | La Verneda · Alejandro Fernández Pérez · |  |

| Final |

| CF Badalona                                | 3 – 0                         | RCD Espanyol B |
| ------------------------------------------ | ----------------------------- | -------------- |
| Goikoetexea 41' · Pelegrí 45' · Sergio 81' | Mundo Deportivo Històrics BTV |                |

| Badalona | Espanyol B |

| Marcos Pérez             |           |     |
| Juan Carlos Ceballos     |           | 73' |
| Xavi Pelegrí             | Amonestat | 64' |
| Antonio Robles           |           |     |
| César Soriano            |           |     |
| José Manuel Puga 'Pugui' |           | 73' |
| Julián Robles            | Amonestat |     |
| Alberto Manga            |           | 73' |
| Álex García              |           | 86' |
| Iñaki Goikoetxea         | Amonestat | 64' |
| Marc Serramitja          |           | 73' |
| Reserves:                |           |     |
| Ricardo Molina           |           |     |
| Jordi Ferrón             |           | 73' |
| Alejandro Vázquez        |           | 64' |
| Álvaro                   |           | 73' |
| Sergio Cortés            |           | 73' |
| Joaquín García           |           | 73' |
| Rebollo                  |           | 86' |
| Mariano Díaz             |           | 64' |
| Entrenador:              |           |     |
| Manolo Márquez           |           |     |

| Jose Pereira         |           |     |
| Alejandro Bonilla    |           | 58' |
| Héctor Rodríguez     |           |     |
| Albert Canal         |           | 79' |
| Víctor Álvarez       |           | 58' |
| Eric Bailly          |           |     |
| Willy Yemba          |           | 58' |
| Sergi Darder         | Amonestat |     |
| Gabi López           |           | 68' |
| Kilian Grant         |           | 46' |
| Moha Traoré          |           |     |
| Reserves:            |           |     |
| Pau López            |           |     |
| Carlos Albarrán      |           | 58' |
| Adrià Blanchart      |           | 79' |
| Josué Currais 'Josu' |           | 58' |
| David López          |           | 58' |
| Emi                  |           | 68' |
| Jafar Yeboah         |           | 46' |
| Entrenador:          |           |     |
| Raúl Longhi          |           |     |

## Golejadors
| Gols |                            |                |
| ---- | -------------------------- | -------------- |
| 2    | Xavi Pelegrí               | CF Badalona    |
|      | Mariano Díaz               | CF Badalona    |
|      | Kilian Grant               | RCD Espanyol B |
| 1    | Iñaki Goikoetxea           | CF Badalona    |
|      | Sergio Cortés              | CF Badalona    |
|      | José Antonio Ruiz 'Pirulo' | RCD Espanyol B |
|      | Jafar Yeboah               | RCD Espanyol B |
|      | Cristian Gómez             | RCD Espanyol B |
|      | Adrià Blanchart            | RCD Espanyol B |
|      | Javier Pelegrín 'Pele'     | FC Martinenc   |
|      | Xavi Morón                 | FC Martinenc   |
|      | Antonio Robles             | CF Badalona    |
|      | David Romo                 | CE Júpiter     |
|      | Joaquín García             | CF Badalona    |
|      | Quim Araujo                | UE Sant Andreu |
|      |                            |                |

## Fets destacats
- Els veterans directius Miquel Carrillo i Rafael Joaquín, organitzadors del certamen des de la seva fundació, són rellevats per Joan Moya i el seu equip gestor.[7]
- El defensor del títol no acudeix a la cita per primer cop en la història del torneig.[2][4][6]
- El sorteig ofereix dos grups idèntics als de l'any passat, tot i que finalment en el grup 1 hi hauria canvis d'última hora.[4][8][9][10]
- Per primera vegada d'ençà que es disputen els triangulars s'ha de jugar un partit complet de 90 minuts a la fase prèvia degut a la renúncia del Club Esportiu Premià.[11]